# Gmina Baz
Gmina Baz (alb. Komuna Baz) – gmina  położona w środkowej części Albanii. Administracyjnie należy do okręgu Mat w obwodzie Dibra. W 2011 roku populacja gminy wynosiła 2228 w tym 1147 kobiet oraz 1081 mężczyzn, z czego Albańczycy stanowili 80,78% mieszkańców.
W skład gminy wchodzi dziewięć miejscowości: Baz, Fushë-Baz, Rreth-Baz, Karica, Baz.